# Sant Privat d'en Bas
Sant Privat d'en Bas es una entidad de población española del municipio de Vall de Bas, perteneciente a la provincia de Gerona, en la comunidad autónoma de Cataluña.

## Toponimia
El lugar puede aparecer referido como «Sant Privat d'en Bas», «San Privat de Bas» y «San Privat de Mallol».

## Historia
Hacia mediados del siglo XIX, el lugar, por entonces con ayuntamiento propio, tenía contabilizada una población de 511 habitantes. Aparece descrito en el decimotercer volumen del Diccionario geográfico-estadístico-histórico de España y sus posesiones de Ultramar de Pascual Madoz con las siguientes palabras:

SAN PRIVAT DE BAS Ó DE MALLOL: l. cab. de ayunt. que forma con Mallol y Puigpardines en la prov. y dióc. de Gerona (9 1/2 horas), part. jud. de Olot (1 3/4), aud. terr. y c. g. de Barcelona (23). sit. en el Llano de Bas al pie de la montaña de Sta. Magdalena del Mont, con buena ventilacion y clima frio, pero sano. Tiene 80 casas; una escuela de instruccion primaria; una igl. parr. (San Privat), de la que es aneja la de Mallol, servida por un cura de ingreso, de provision real y ordinaria, un vicario y 4 beneficiados de patronato laical. El térm. confina N. la Piña; E. Mallot; S. Puigpardines, y O. Vidrá; en él se encuentra la ermita de Sta. Magdalena del Mont, sit. en la cima de la montaña de su nombre. El terreno participa de monte y llano; la referida montaña está poblada de robles, hayas y matorrales; le cruzan varios caminos de herradura que conducen á los pueblos limítrofes. prod.: trigo, fajol, maiz, patatas, legumbres y frutas; cria ganado lanar, de cerda y vacuno, y caza de perdices y liebres. pobl. y riqueza, unida la de Puigpardines. 108 vec., 511 almas. cap. prod.: 8.390,400. rs. imp.: 209,760.
(Madoz, 1849, p. 727)

El municipio de San Privat de Bas desapareció en 1968 y con su término y otros se formó el de Vall de Bas. En 2023, la entidad colectiva de población tenía empadronados 1144 habitantes; la entidad singular de población, 378, y el núcleo de población, 205.

## Demografía
| Gráfica de evolución demográfica de San Privat de Bas entre 1842 y 1960 |
| |
| Población de derecho según los censos de población del INE Población de hecho según los censos de población del INEEntre el censo de 1970 y el anterior, este municipio desaparece porque se agrupa en el municipio Vall de Bas |